# Sagami (nhà thơ)

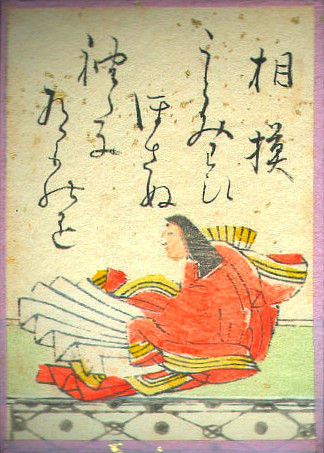
Sagami, trong Ogura Hyakunin Isshu.

Sagami (Nhật: 相模 (Tương Mô) 1000 – ?), hay còn có tên khác là Oto-jijū (乙侍従 (Ất Thị Tòng)), là một nhà thơ waka Nhật Bản vào giữa thời kỳ Heian. Một trong những bài thơ của bà nằm trong tập thơ nổi tiếng Ogura Hyakunin Isshu. Bà có tập thơ cá nhân mang tên Sagami-shū (相模集 (Tương Mô Tập)).

## Tiểu sử
Bà sinh ra trong một gia đình võ tướng, con gái của Minamoto no Yorimitsu.
Bà là vợ của Ōe no Kin'yori (大江公資 (Đại Giang Công Tư)  tên khác là Kinsuke.), quan trấn thủ tỉnh Sagami. Bà hầu cho Nội thân vương Shūshi (脩子 (Tu Tử)), một trong những người con của Hoàng đế Ichijō.

## Thơ bà Sagami
109 bài thơ của bà nằm trong tập thơ Nijūichidaishū (二十一代集 (Nhị Thập Nhất Đại Tập)) tính từ tập Goshūi Wakashū ( Hậu Thập Di Tập). Bà cũng là một trong Ba mươi sáu ca tiên.
Bài thơ sau đây được đánh số 65 trong tập Ogura Hyakunin Isshu do Fujiwara no Teika biên tập:
| Nguyên văn                                               | Phiên âm                                                                 | Dịch thơ | Diễn ý |
| -------------------------------------------------------- | ------------------------------------------------------------------------ | --- | --- |
| 恨みわびほさぬ袖だにあるものを恋に朽ちなむ名こそ惜しけれ | Urami-wabi hosanu sode dani aru mono wo koi ni kuchinan na koso oshikere | Mòn mỏi khóc cho tình, Lệ đã đầm tay áo, Lòng còn căm nỗi hận, Tên tuổi đời rêu rao. (ngũ ngôn) Đổ lệ hận kẻ bạc tình, Tay áo đã ướt, danh mình ố hoen. (lục bát) | Hận người bạc tình, than thở nổi bất hạnh của mình, Tay áo thấm nước mắt không sao khô hết. Nhưng hơn thế nữa, vì lời đồn đại, tên tuổi bị hoen ố, Điều đó mới làm mình hối tiếc không nguôi. |

### Xuất xứ
Goshūi Wakashū ( Hepburn: Hậu Thập Di Tập), thơ luyến ái, phần 4, bài 815.

### Hoàn cảnh sáng tác
Lời bàn trong Goshūi Wakashū cho biết bài này đã được làm ra trong một hội bình thơ năm 1051 vời chủ đề là Koi (Tình Yêu). Câu trên trách thái độ lãnh đạm của kẻ bạc tình để làm mình mõi mòn trong căm hận, câu dưới tiếc cho tên tuổi bị người đời dè bĩu vì câu chuyện tình lộ ra ngoài.

### Đề tài
Tiếc cho những lời bàn tán xung quanh mối tình không toại nguyện.
Uramiwabi có nghĩa hận (urami) người và buồn (wabi) cho mình, hàm ý than thân trách phận. Nếu tay áo thấm nước mắt không kịp khô chỉ là cớ của nỗi buồn nhỏ thì tên tuổi bị đời đàm tiếu khi bị bỏ rơi mới là nguyên nhân của nỗi buồn lớn.

## Đường dẫn bên ngoài
- Keene, Donald (1999). Lịch sử văn học Nhật Bản, tập 1: Hạt mầm từ trái tim; Văn học Nhật Bản từ thuở sơ khai đến cuối thế kỉ thứ 16. New York: Nhà xuất bản đại học Colombia. ISBN 978-0-231-11441-7.
- McMillan, Peter. Năm 2010 (Bản in đầu, Năm 2008). Một Trăm Nhà Thơ, Mỗi Vị Một Thơ. New York: Nhà xuất bản Đại Học Columbia.
- Suzuki Hideo, Yamaguchi Shin'ichi, Yoda Yasushi. Năm 2009 (Bản in đầu, Năm 1997). Genshoku: Ogura Hyakunin Isshu. Tokyo: Bun'eidō.
- Ogura Hyakunin Isshu, biên dịch bởi chimviet.free.fr Lưu trữ ngày 22 tháng 12 năm 2016 tại Wayback Machine
- Thơ bà Sagami Lưu trữ ngày 29 tháng 8 năm 2016 tại Wayback Machine trong tài liệu thơ waka online của Trung tâm nghiên cứu quốc tế về Nhật Bản học
- Sagami trên Kotobank.